# The King's Move in the City
The King's Move in the City è un cortometraggio muto del 1914 diretto da Charles Brabin.
Primo episodio del serial Young Lord Stranleigh.

## Produzione
Il film fu prodotto dalla Edison Company.

## Distribuzione
Distribuito dalla General Film Company, il film - un cortometraggio in due bobine - uscì nelle sale cinematografiche degli Stati Uniti il 27 novembre 1914.